# Kirkbride (Kumbria)
Kirkbride – wieś w Anglii, w Kumbrii. Leży 17 km na zachód od miasta Carlisle i 429 km na północny zachód od Londynu.